# Kylinge
Kylinge is een plaats in de gemeente Sölvesborg in het landschap Blekinge en de provincie Blekinge län in Zweden. De plaats heeft 88 inwoners (2005) en een oppervlakte van 21 hectare.